# Sunndalsøra
Sunndalsøra er kommunecenter i Sunndal kommune i Møre og Romsdal fylke i Norge. Byen har 4.130 indbyggere pr. 1. januar 2012, og ligger ved udløbet af elvene Driva og Litldalselva.

## Erhvervsliv
Vigtige erhverv er landbrug og industri. Hydro Aluminiums fabrik på stedet blev moderniseret i 2004 og producerer nu omkring 500.000 ton aluminium pr. år, og kører på 306 kA. Totalt forbrug af elektrisk energi ved Hydro Sunndal er omkring 5.300 GWh.
Byggeriet af Aura kraftverk (Statkraft) blev påbegyndt før første verdenskrig. Arbejderne blev startet igen efter anden verdenskrig. Kraftanlægget blev i efteråret 2006 standset, og stor renovering blev gennemført. Anlægget har en kapacitet på 290 MW og årlig gennemsnitsproduktion på 1.623 GWh.

## Hovedveje
Riksvei 62 går fra Sunndalsøra på vestsiden af fjorden i retning Molde.
Riksvei 70 kommer nedover Sunndalen fra Oppdal, og går videre på østsiden af Sunndalsfjorden i retning Kristiansund.

## Kultur
Sunndal har et aktivt kulturliv.
- Hydro cup er en fodboldturnering for aldersbestemte klasser som arrangeres hvert år.
- Sunndal Kulturfestival med musikspillet "Lady Arbuthnott - Frua på Elverhøi" , skrevet og komponeret af Stig Nilsson, arrangeres hvert år i løbet af ti dage i juni.
- Sunndal Rockfestival blev arrangert i årene 1998-2006

## Eksterne kilder og henvisninger
- Sunndalsnett

## Lokale aviser
- Aura Avis
- Driva